# Kanadische Basketballnationalmannschaft der Damen
Die kanadische Basketballnationalmannschaft der Damen ist die nationale Auswahl der kanadischen Basketball-Spielerinnen. Sie wird vom kanadischen Basketball-Verband Canada Basketball organisiert und vertritt Kanada bei internationalen Turnieren. Trainerin der Auswahl ist seit 2014 Lisa Thomaidis. 

## Historie
Bei fünf WM-Teilnahmen in den 1970er und 1980er Jahren konnte die kanadische Auswahl zwei Bronzemedaillen gewinnen und zudem bei den Olympischen Spielen 1984 auf dem nordamerikanischen Kontinent einen vierten Platz erreichen, nachdem man bei der Premiere des Damen-Wettbewerbs vor heimischem Publikum in Montreal 1976 nur Sechste geworden war. Ansonsten blieb die Auswahl ab den 1990er Jahren in globalen Wettbewerben ohne vordere Platzierungen und konnte nur nennenswerte Erfolge in kontinentalen Wettbewerben oftmals ohne Beteiligung der US-Auswahl aus dem benachbarten Basketball-Mutterland feiern. Neben diversen Medaillen bei den Panamerikanischen Spielen und dem Turniersieg in Toronto 2015 konnte die Auswahl auch zweimal die Amerikameisterschaften gewinnen. Nach dem ersten Turniersieg 1995 vor heimischem Publikum in Hamilton (Ontario) gewann die Auswahl auch zwanzig Jahre später 2015 in Edmonton.

## Abschneiden bei internationalen Wettbewerben

### Olympische Spiele
| - 1976: 6. Platz - 1980: nicht teilgenommen - 1984: 4. Platz - 1988: nicht qualifiziert - 1992: nicht qualifiziert | - 1996: 11. Platz - 2000: 10. Platz - 2004: nicht qualifiziert - 2008: nicht qualifiziert - 2012: 8. Platz | - 2016: qualifiziert - 2020: qualifiziert - 2024: qualifiziert |

### Weltmeisterschaften
| - 1953: nicht teilgenommen - 1957: nicht teilgenommen - 1959: nicht teilgenommen - 1964: nicht teilgenommen - 1967: nicht teilgenommen | - 1971: 10. Platz - 1975: 11. Platz - 1979: . Platz - 1983: 9. Platz - 1986: . Platz | - 1990: 7. Platz - 1994: 7. Platz - 1998: nicht qualifiziert - 2002: nicht qualifiziert - 2006: 11. Platz | - 2010: 12. Platz - 2014: 5. Platz |

### Amerikameisterschaften
| - 1989: . Platz - 1993: . Platz - 1995: . Platz - 1997: 5. Platz - 1999: . Platz | - 2001: 4. Platz - 2003: . Platz - 2005: . Platz - 2007: 5. Platz - 2009: . Platz | - 2011: . Platz - 2013: . Platz - 2015: . Platz - 2017: . Platz - 2019: . Platz | - 2021: 4. Platz - 2023: . Platz |

### Panamerikanische Spiele
| - 1955: 5. Platz - 1959: 4. Platz - 1963: 4. Platz - 1967: . Platz - 1971: 5. Platz | - 1975: 5. Platz - 1979: . Platz - 1983: 4. Platz - 1987: . Platz - 1991: 4. Platz | - 1995: nicht stattgefunden - 1999: . Platz - 2003: 4. Platz - 2007: 4. Platz - 2011: 6. Platz | - 2015: . Platz - 2019: 6. Platz |

## Kader
| Spieler | Spieler              | Spieler           | Spieler | Spieler | Spieler  | Spieler                 |
| Nr.     | Name                 | Geburt            | Größe   | Info    | Einsätze | Verein                  |
| ------- | -------------------- | ----------------- | ------- | ------- | -------- | ----------------------- |
|         |                      | Guards (PG, SG)   |         |         |          |                         |
| 4       | Miah-Marie Langlois  | 21.09.1991        | 172     |         | 43       | BK Jenissei Krasnojarsk |
| 5       | Kia Nurse            | 22.02.1996        | 182     |         | 57       | UConn Lady Huskies      |
| 6       | Shona Thorburn       | 07.08.1982        | 175     |         | 98       | Nantes Rezé Basket      |
| 8       | Kim Gaucher          | 07.05.1984        | 185     | (C)     | 180      | USO Mondeville          |
| 10      | Nirra Fields         | 03.12.1993        | 170     |         | 42       | Phoenix Mercury         |
|         |                      | Forwards (SF, PF) |         |         |          |                         |
| 7       | Nayo Raincock-Ekunwe | 29.08.1991        | 187     |         | 42       | Bendigo Spirits         |
| 9       | Miranda Ajim         | 06.05.1988        | 190     |         | 101      | Basket Landes           |
| 11      | Lizanne Murphy       | 15.03.1984        | 185     |         | 130      | Angers BC 49            |
| 13      | Tamara Tatham        | 19.08.1985        | 185     |         | 148      | Dynamo Nowosibirsk      |
| 14      | Katherine Plouffe    | 15.09.1992        | 190     |         | 47       | Nantes Rezé Basket      |
| 15      | Michelle Plouffe     | 15.09.1992        | 190     |         | 56       | USO Mondeville          |
|         |                      | Center (C)        |         |         |          |                         |
| 11      | Nathalie Achonwa     | 22.11.1992        | 190     |         | 62       | Indiana Fever           |

| Trainer | Trainer        | Trainer          |
| Nat.    | Name           | Position         |
| ------- | -------------- | ---------------- |
| Kanada  | Lisa Thomaidis | Cheftrainer      |
| Kanada  | Shawnee Harle  | Trainerassistent |
| Kanada  | Bev Smith      | Trainerassistent |

| Legende                                          | Legende            |
| Abk.                                             | Bedeutung          |
| ------------------------------------------------ | ------------------ |
| (C)                                              | Mannschaftskapitän |
| Quellen                                          |                    |
| Teamhomepage                                     |                    |
| Ligahomepage                                     |                    |
| Stand: 5. August 2016 (Einsätze Jahresende 2015) |                    |

| Legende                                          | Legende            |
| Abk.                                             | Bedeutung          |
| ------------------------------------------------ | ------------------ |
| (C)                                              | Mannschaftskapitän |
| Quellen                                          |                    |
| Teamhomepage                                     |                    |
| Ligahomepage                                     |                    |
| Stand: 5. August 2016 (Einsätze Jahresende 2015) |                    |